# Effemeridi

Una pagina delle Effemeridi Nautiche 2008, a cura dell'Istituto Idrografico della Marina

Le effemeridi (o efemeridi, dal greco antico ἐφημερίς ?,  ephemeris (" giornaliero"); in latino ephemĕris) sono tabelle che contengono valori calcolati, nel corso di un particolare intervallo di tempo, di diverse grandezze astronomiche variabili, come:
- magnitudine, parametri orbitali (es. elongazione), coordinate (AR e Dec.), distanza di pianeti, comete, asteroidi e satelliti artificiali;
- magnitudine di stelle variabili.

## Storia dei significati

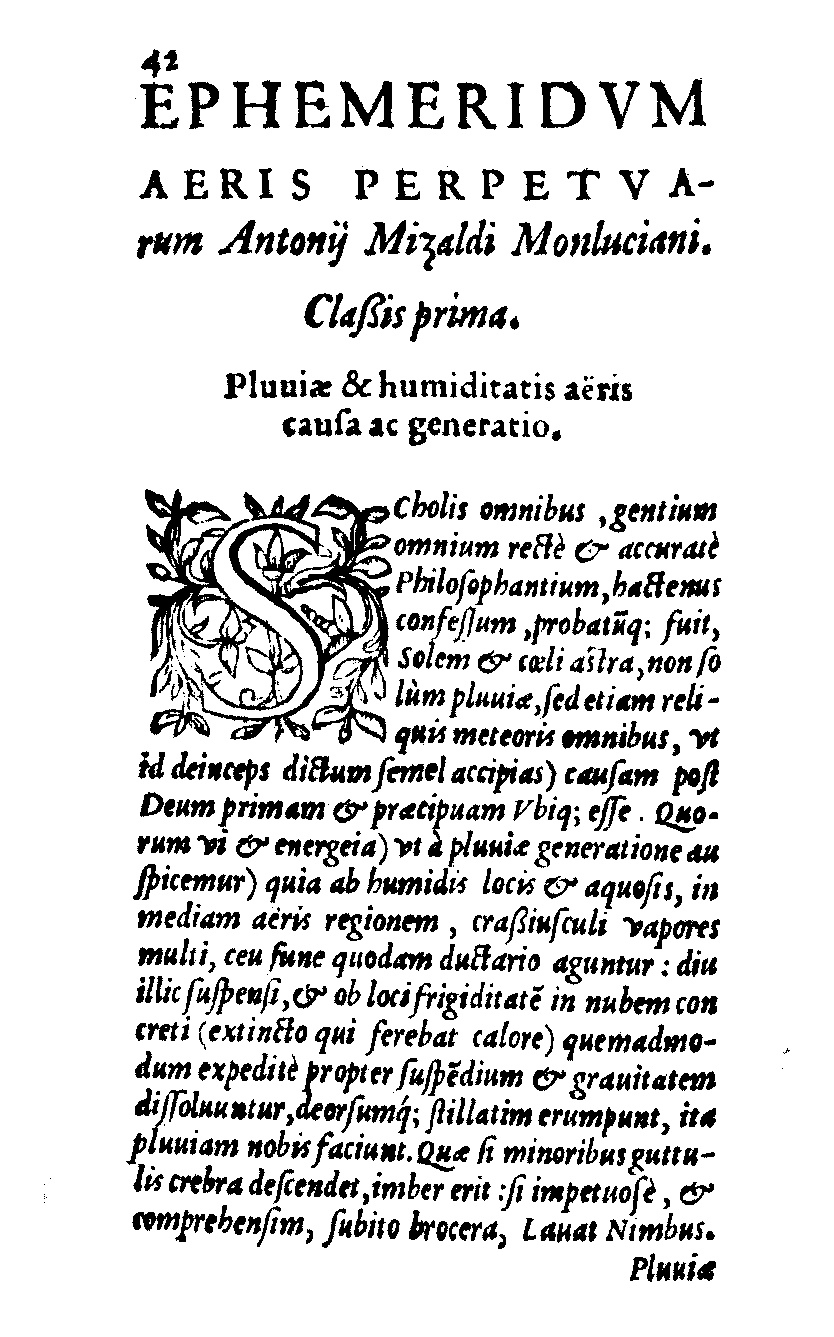
Antonio Mizauld, Ephemerides aeris perpetuae, 1560

Le effemeridi venivano utilizzate sin dall'antichità dai popoli della Mesopotamia e dalle popolazioni precolombiane. Anticamente erano libri in cui venivano registrati giorno per giorno gli atti del re. Famose sono quelle di Alessandro Magno e quelle romane.
Il Bureau des longitudes nella prefazione delle Éphémérides Astronomiques all'inizio di Avertissement, nelle prime pagine di ogni singola annata, precisa: «Creato nel 1679 da Joachim d'Alencé, la Conoscenza dei Tempi è stata pubblicata sotto la responsabilità del Bureau des longitudes dal 1795». Si tratta quindi non solo delle più antiche effemeridi astronomiche a stampa ma detengono il primato di essere pubblicate senza interruzione dalla loro fondazione fino ai giorni nostri. 
Nei tempi moderni il termine viene utilizzato anche per indicare pubblicazioni periodiche di carattere storico, scientifico o letterario.

## Storia delle effemeridi astronomiche

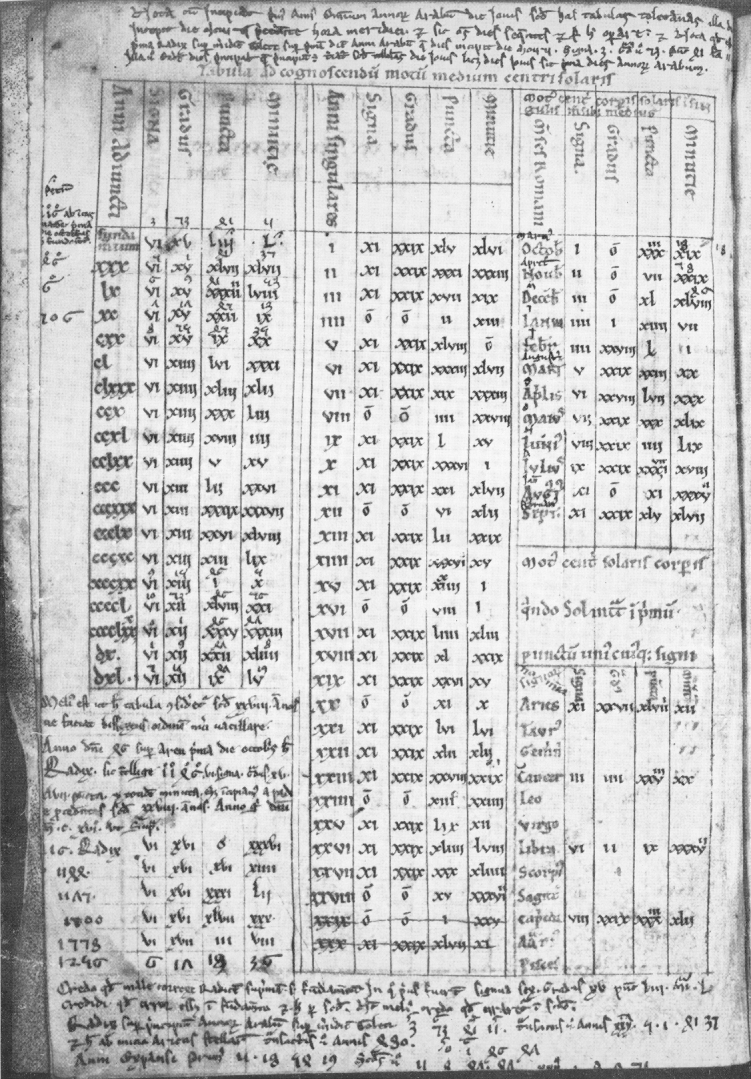
Traduzione latina del Zīj al‐Sindhind al‐kabīr

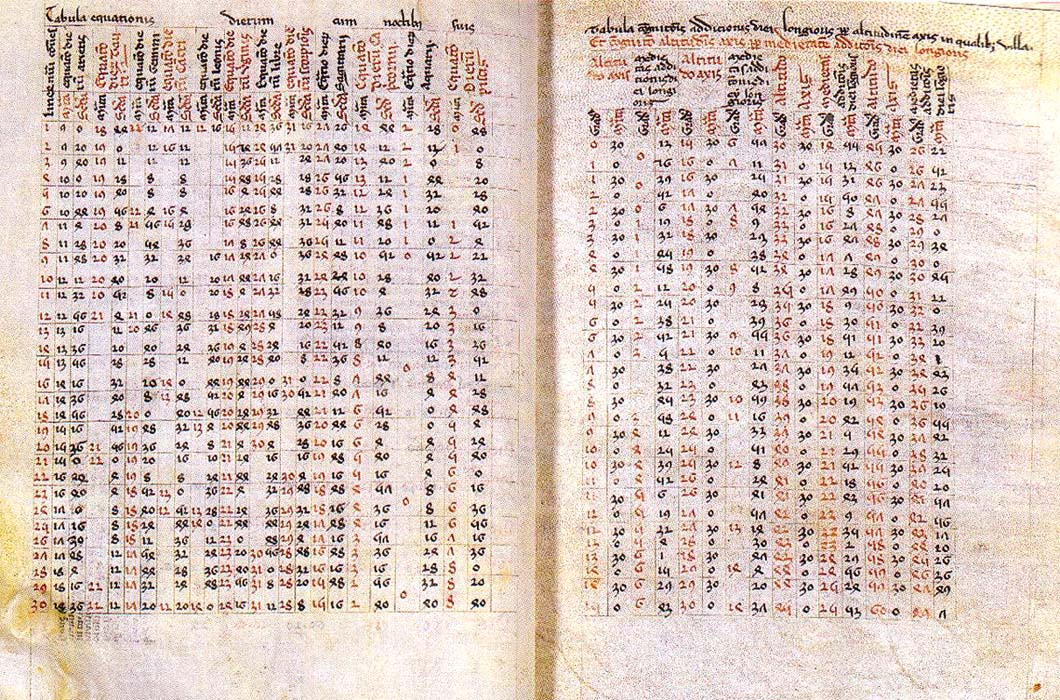
Pagine dalle Tavole alfonsine

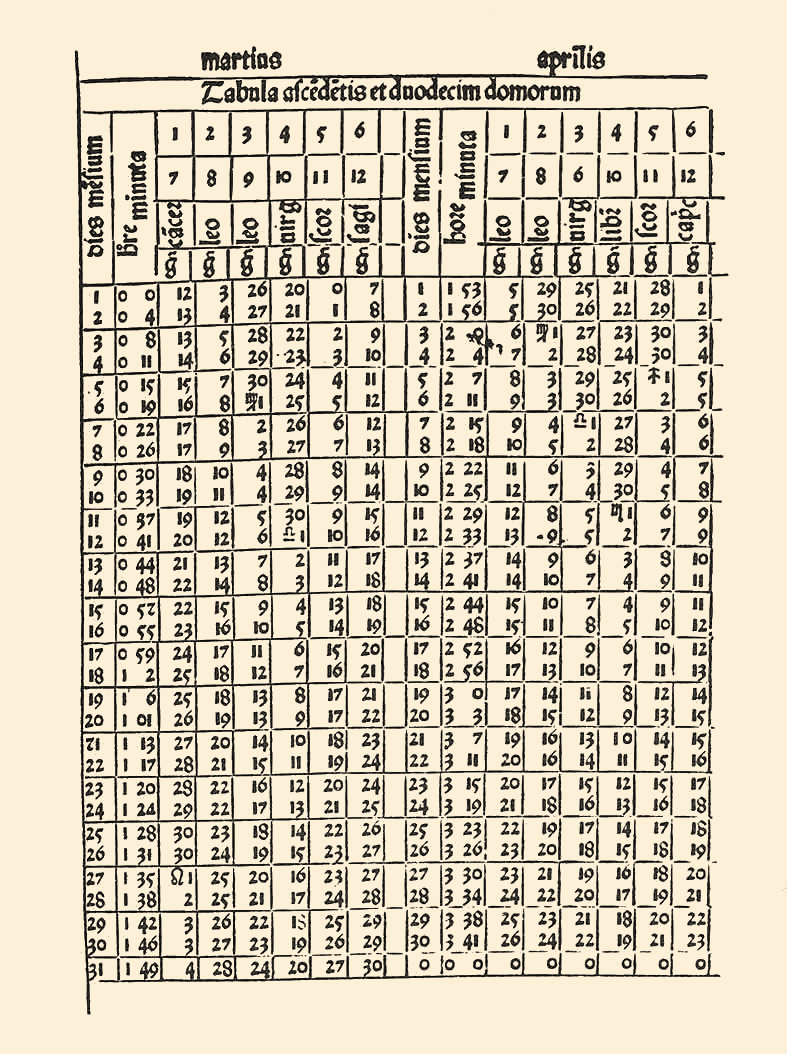
Pagina dell'Almanach Perpetuum

### Antichità
Una delle prime sfide dell'astronomia è stata quella di costruire un modello del movimento dei corpi del sistema solare. Si trattava inizialmente di estrapolazioni empiriche a partire dalle osservazioni fatte; perciò le prime tavole astronomiche si basavano su di un'analisi puramente cinematica dei moti osservati. La precisione di queste prime tavole era mediocre e migliorò solo con l'aumento della precisione delle osservazioni.
Alla metà del I millennio a.C. astronomi babilonesi come Naburimannu e Kidinnu elaborararono tavole astronomiche precise. In una prima fase fu sviluppato il cosiddetto "Sistema A" di effemeridi relative ai corpi del sistema solare, basato su funzioni a gradini. Successivamente, fu elaborato il cosiddetto "Sistema B", fondato su funzioni lineari a zigzag. 
Le effemeridi babilonesi servirono da base alla successiva ricerca ellenistica, in particolare alle grandi elaborazioni di Ipparco di Nicea e Claudio Tolomeo. 
Le Tavole manuali di quest'ultimo sono un esempio di effemeridi di età tardoantica.

### Medioevo
Gli astronomi musulmani del Medioevo redassero molte tavole astronomiche dette Zij. 
Il primo di questi testi fu lo Zij al-Sindhind ("Tavole astronomiche indiane"), che è la traduzione parziale di un testo sanscrito dell'astronomo Brahmagupta fatta intorno al 773 alla corte del califfo abbaside al-Manṣūr a Baghdad. 
Il lavoro sarà completato nel IX secolo da al-Khwarizmi: questa espansione fu chiamata Zīj al‐Sindhind al‐kabīr (in arabo ﺯﻳﺞ ﺍﻟﺴﻨﺪﻫﻨﺪ ﺍﻟﻜﺒﻴﺮ‎?, "Grandi tavole astronomiche indiane"). 
Le Tavole toledane furono compilate verso il 1080 a Toledo, nella Spagna musulmana. Vennero poi tradotte in latino da Gerardo da Cremona (1114 – 1187), facendole diventare, a quell'epoca, lo strumento predittivo più conosciuto in Europa in campo astronomico. Furono successivamente sostituite dalle più corrette Tavole alfonsine, redatte anch'esse a Toledo, ma dopo la Reconquista, intorno al 1252, per ordine del re Alfonso X il Savio di Castiglia e León.
Nell'area islamica orientale nella stessa epoca fu invece compilato lo Zij-i Ilkhani ("Tavole ilcaniche") ad opera degli astronomi dell'Osservatorio di Maragheh.

### Rinascimento
Nel 1474 furono stampate a Norimberga le effemeridi di Regiomontano (Ephemerides quas vulgo vocant Almanach), in cui erano calcolati in anticipo i moti dei pianeti per i successivi 32 anni. Queste furono le tavole utilizzate da Cristoforo Colombo nei suoi viaggi d'esplorazione oltremare.
Negli stessi anni, fra il 1470 e il 1478, l'astronomo ebreo portoghese Abraão ben Samuel Zacuto scrisse in ebraico a Salamanca l'opera intitolata "Il Grande Collegamento" (in ebraico החיבור הגדול‎?, Ha-ḥibbur ha-gadol), che consiste in 65 dettagliate tabelle astronomiche usando come meridiano locale quello di Salamanca. Nel 1496 ne venne pubblicata a Leiria in Portogallo una traduzione in latino dal titolo Tabulae tabularum Celestium motuum sive Almanach perpetuum ("Libro delle Tabelle sui Moti Celesti ovvero Almanacco Perpetuo"), comunemente abbreviato in Almanach Perpetuum.
Nel 1551 Erasmus Reinhold  stampò le Tavole prussiane, basate sulle teorie di Niccolò Copernico. Tre anni dopo Johannes Stadius pubblicò le Ephemerides novae et auctae, anch'esse basate sul sistema eliocentrico.  Il sistema copernicano, tuttavia, postulava ancora orbite circolari e perciò ricorreva ancora agli epicicli, con la conseguenza che rimaneva concettualmente assai complesso. Fra gli utilizzatori delle tavole di Stadius ci fu Tycho Brahe.

### Età moderna

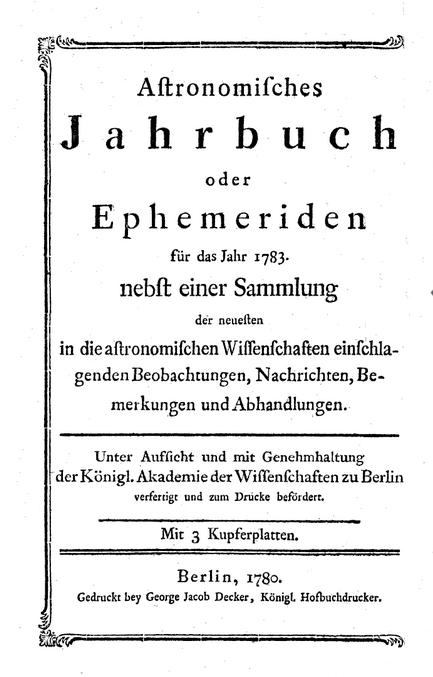
Effemeridi berlinesi per il 1783

Le Tavole rudolfine, pubblicate da Giovanni Keplero nel 1627, erano basate sulle orbite ellittiche dei pianeti e divennero perciò il nuovo modello per le successive tavole astronomiche.
Con la scoperta da parte di Newton delle leggi della dinamica e della teoria della gravitazione universale, divennero possibili previsioni fondate su tali leggi e divenne allora necessario inserire nelle equazioni tutti gli effetti gravitazionali che agiscono sui corpi. Le ricerche teoriche di Lagrange relative ai moti planetari portarono a costruire modelli di orbite di lungo periodo basati su sistemi di equazioni di Lagrange che accoppiano eccentricità e inclinazioni. Si trattava di un risultato fondamentale.
In seguito a questi sviluppi della scienza nacquero varie pubblicazioni periodiche delle effemeridi riferite ad una particolare località. Il più antico annuario di questo tipo è La Connaissance des Temps ou calendrier et éphémérides du lever & coucher du Soleil, de la Lune & des autres planètes, fondata nel 1679 e tuttora pubblicata. Dal 1795 è edita dal Bureau des longitudes. 
Molti osservatori astronomici durante il Settecento e l'Ottocento pubblicavano regolarmente effemeridi per la città in cui avevano sede.
Nel 1766 fu fondato l'inglese The Nautical Almanac and Astronomical Ephemeris, mentre nel 1852 nacque in America The American Ephemeris and Nautical Almanac: dal 1981 le due riviste sono state unificate sotto il titolo The Astronomical Almanac.

## Uso
Tramite le effemeridi si possono innanzitutto anticipare le posizioni degli astri e quindi indirizzare le osservazioni visuali o astronomiche. In particolare quando si utilizzano strumenti di osservazione come i telescopi le effemeridi sono fondamentali per trovare immediatamente gli astri nel cielo, pianificare osservazioni a lungo e breve termine e identificare gli stessi astri presenti nel campo di osservazione dello strumento. Altro uso delle effemeridi è nel campo dell'astrologia, o nell'astronomia soprattutto nella navigazione (coadiuvate dall'utilizzo del sestante). 

## Contenuti
Per il calcolo e la costruzione delle meridiane, sono riportati per ogni giorno del calendario gregoriano:
1. il giorno giuliano alle 00:00 del giorno considerato;
2. il tempo siderale alla mezzanotte di Greenwich;
3. l'errore commesso nel prendere il sole medio invece del sole reale nel calcolo dell'ora.

Questi dati servono per il passaggio dall'ora civile Local Civil Time (LCT) alle ore astronomiche tempo siderale locale (Local Sideral Time o LST), Local Mean Time (LMT), Local Apparent Time (LAT), Universal Time (UT) e viceversa.
Per esempio le effemeridi della cometa C/2013 US10 Catalina che ha raggiunto la sua massima luminosità (il massimo valore di magnitudine assoluta + 4,7) tra i mesi di novembre e dicembre 2015 sono data (mese e giorno), ascensione retta α, declinazione δ, distanza espressa in UA, magnitudine, elongazione.